# Концерт
КОНЦЕРТ (mostrado a menudo de forma inadecuada como KOHUEPT; pronunciado [kanˈtsɛrt]) es el segundo álbum en vivo de Billy Joel, lanzado en 1987. El álbum fue grabado durante la gira de 1987 de Billy Joel en la URSS; el título del álbum es la palabra "concierto" en ruso (kontsert). El acento es en la última sílaba, como resultado de las reglas de la pronunciación rusa.
Ejecutado durante la gira de The Bridge, Billy Joel toca tres canciones del álbum; "Big Man on Mulberry Street", "Baby Grand", y "A Matter of Trust".
"Back In The USSR" fue lanzado como un sencillo de este álbum, finalizando en el lugar 39 de la lista de sencillos top-40 del Billboard.

## Lista de canciones
1. "Odoya" (Traditional) - 1:17
2. "Prelude/Angry Young Man" (Billy Joel) - 5:23
3. "Honesty" (Billy Joel) - 3:58
4. "Goodnight Saigon" (Billy Joel) - 7:20
5. "Stiletto" (Billy Joel) - 5:09
6. "Big Man on Mulberry Street" (Billy Joel) - 7:17
7. "Baby Grand" (Billy Joel) - 6:09
8. "An Innocent Man" (Billy Joel) - 6:09
9. "Allentown" (Billy Joel) - 4:22
10. "A Matter of Trust" (Billy Joel) - 5:09
11. "Only the Good Die Young" (Billy Joel) - 3:31
12. "Sometimes a Fantasy" (Billy Joel) - 3:38
13. "Uptown Girl" (Billy Joel) - 3:08
14. "Big Shot" (Billy Joel) - 4:44
15. "Back in the U.S.S.R." (John Lennon-Paul McCartney) - 2:43
16. "The Times They Are A-Changin'" (Bob Dylan) 2:55

- Datos: Q182630